# Biomedicum

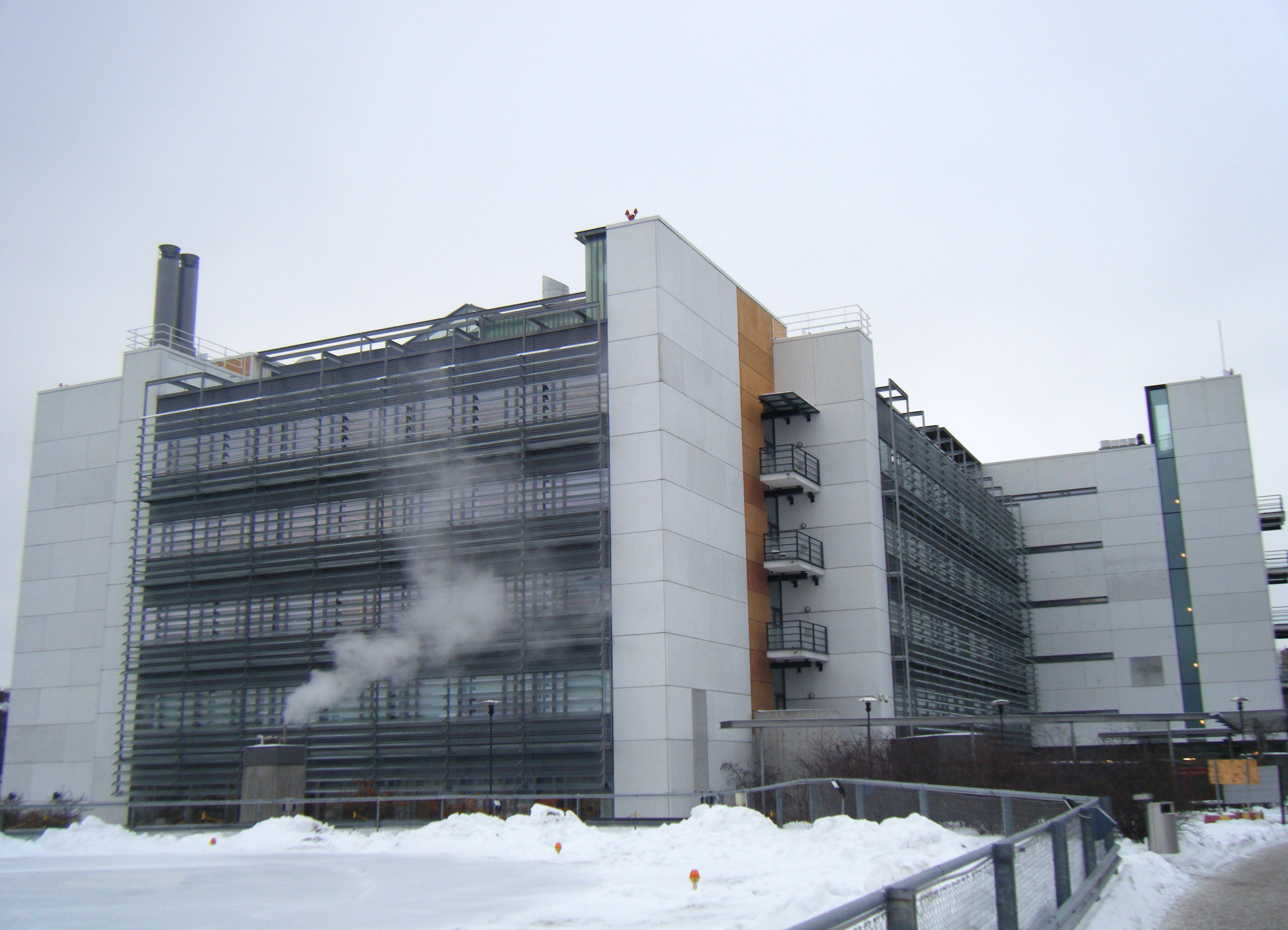
Biomedicum Helsinki

Das Biomedicum in Helsinki, Finnland, ist ein medizinisches Forschungszentrum, das auch der universitären Ausbildung dient. Es beschäftigt ca. 1.400 Personen.
Die Gründung erfolgte 1995. Das derzeitige Gebäude, das auf dem Meilahti-Kampus der Universität Helsinki liegt, erhielt es im Jahr 2001. Für 2007 ist der Bau eines neuen Flügels geplant, in dem sich vor allem Unternehmen ansiedeln sollen, die mit dem bereits bestehenden Biomedicum zusammenarbeiten.